# Uarini
Uarini is een gemeente in de Braziliaanse deelstaat Amazonas. De gemeente telt 10.108 inwoners (schatting 2009).
De gemeente grenst aan Alvarâes, Juruá, Fonte Boa en Maraã.